# Vellozia hemisphaerica
Vellozia hemisphaerica är en enhjärtbladig växtart som beskrevs av Moritz August Seubert. Vellozia hemisphaerica ingår i släktet Vellozia och familjen Velloziaceae. Inga underarter finns listade.

## Bildgalleri

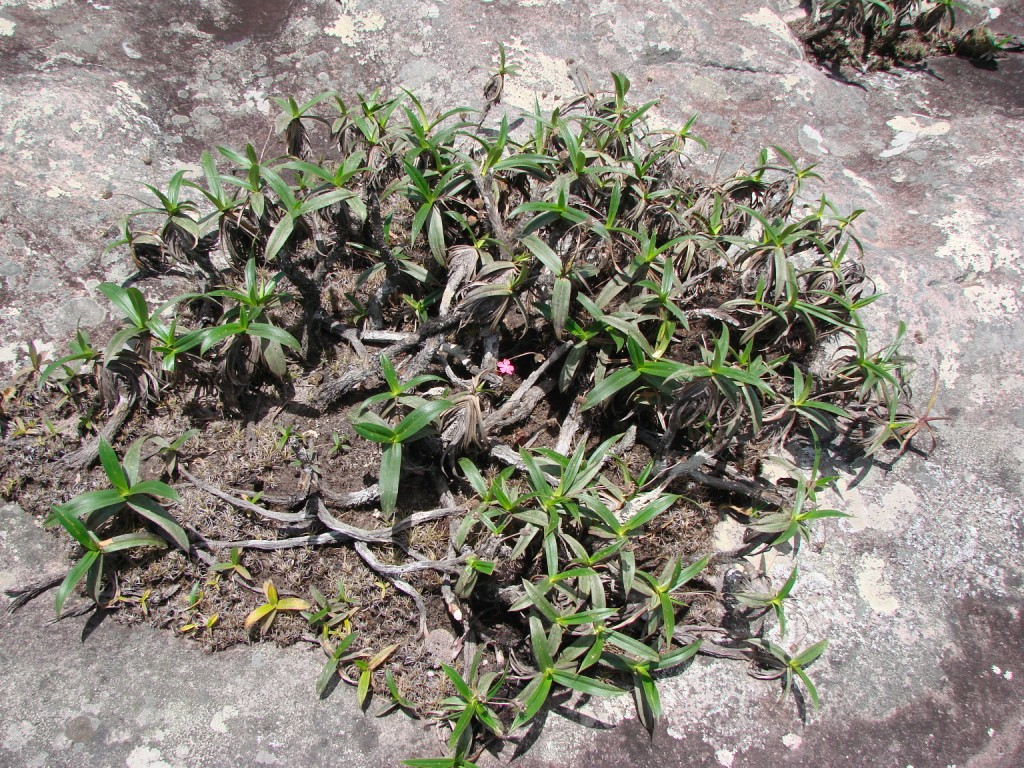
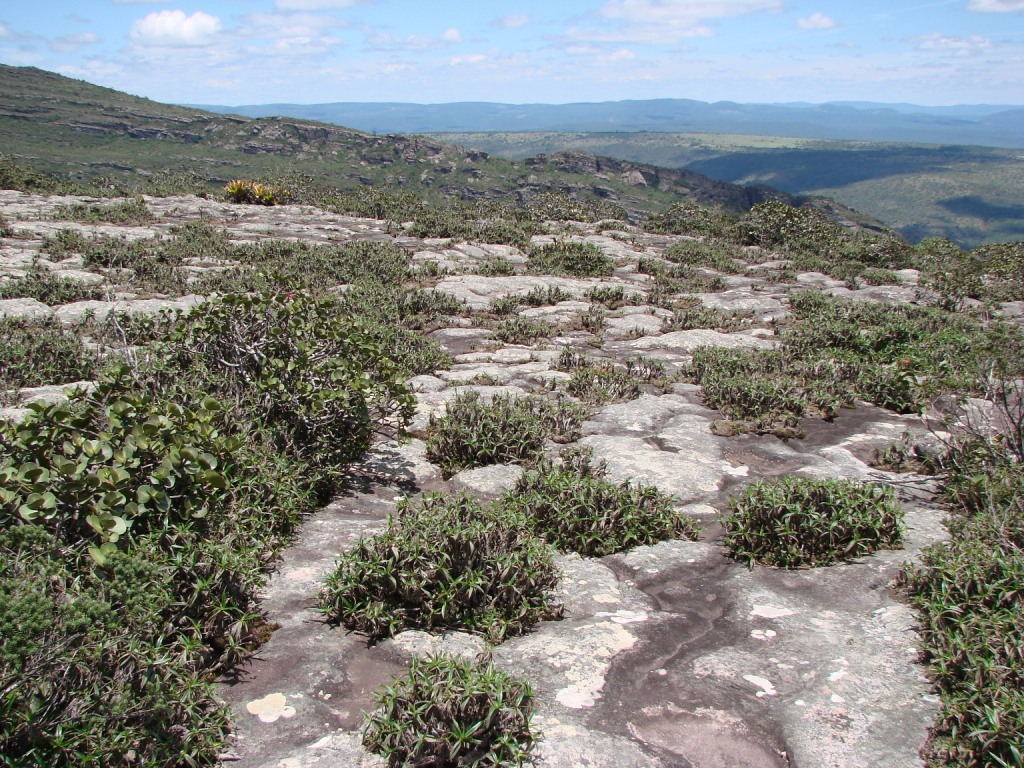